# Liste der Baudenkmäler in Hohenfels (Oberpfalz)
Auf dieser Seite sind die Baudenkmäler in dem Oberpfälzer Markt Hohenfels zusammengestellt. Diese Tabelle ist eine Teilliste der Liste der Baudenkmäler in Bayern. Grundlage ist die Bayerische Denkmalliste, die auf Basis des Bayerischen Denkmalschutzgesetzes vom 1. Oktober 1973 erstmals erstellt wurde und seither durch das Bayerische Landesamt für Denkmalpflege geführt wird. Die folgenden Angaben ersetzen nicht die rechtsverbindliche Auskunft der Denkmalschutzbehörde.
 Die Liste gibt den Fortschreibungsstand vom 3. Juni 2022 wieder und umfasst vierzig Baudenkmäler.

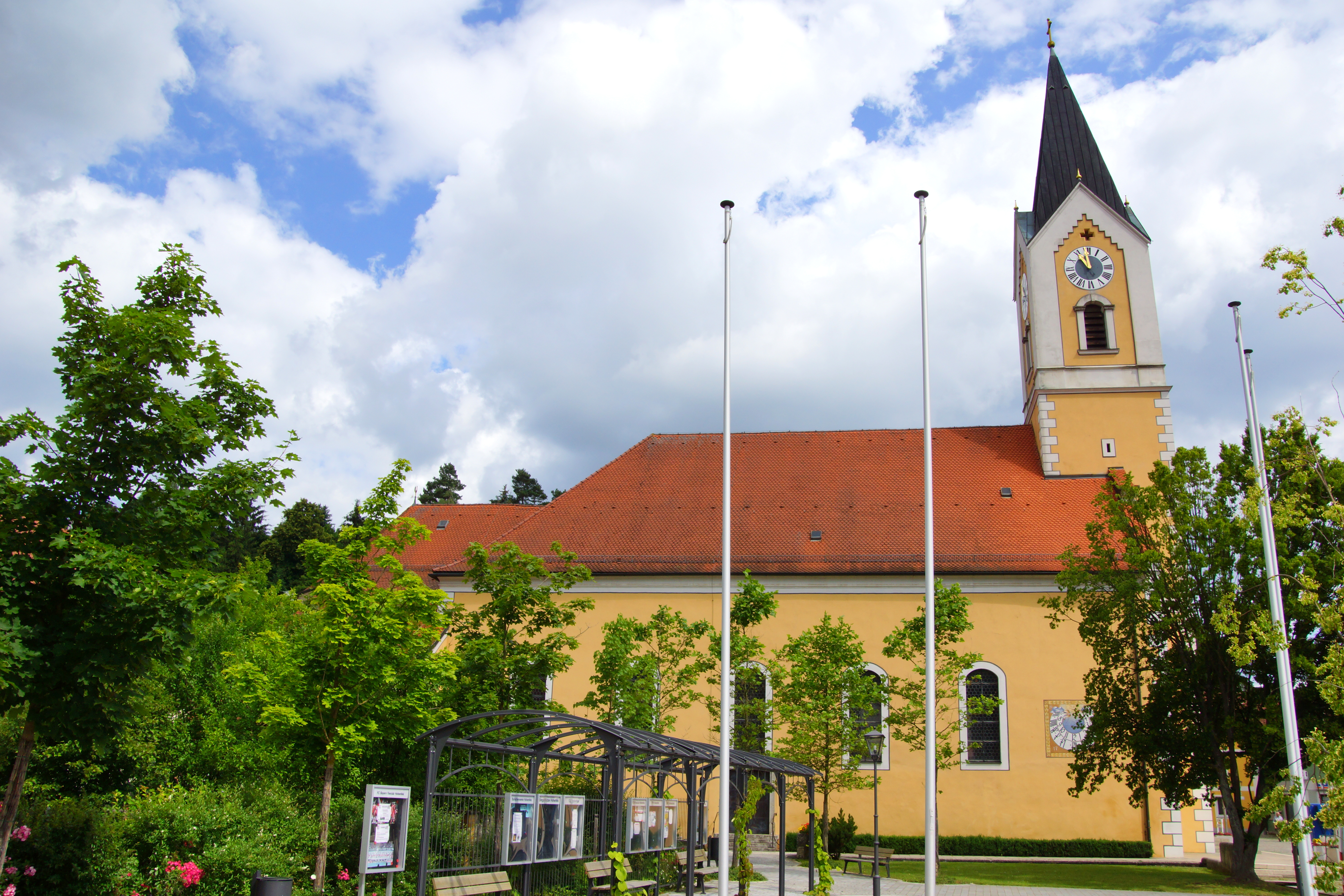
St. Ulrich in Hohenfels

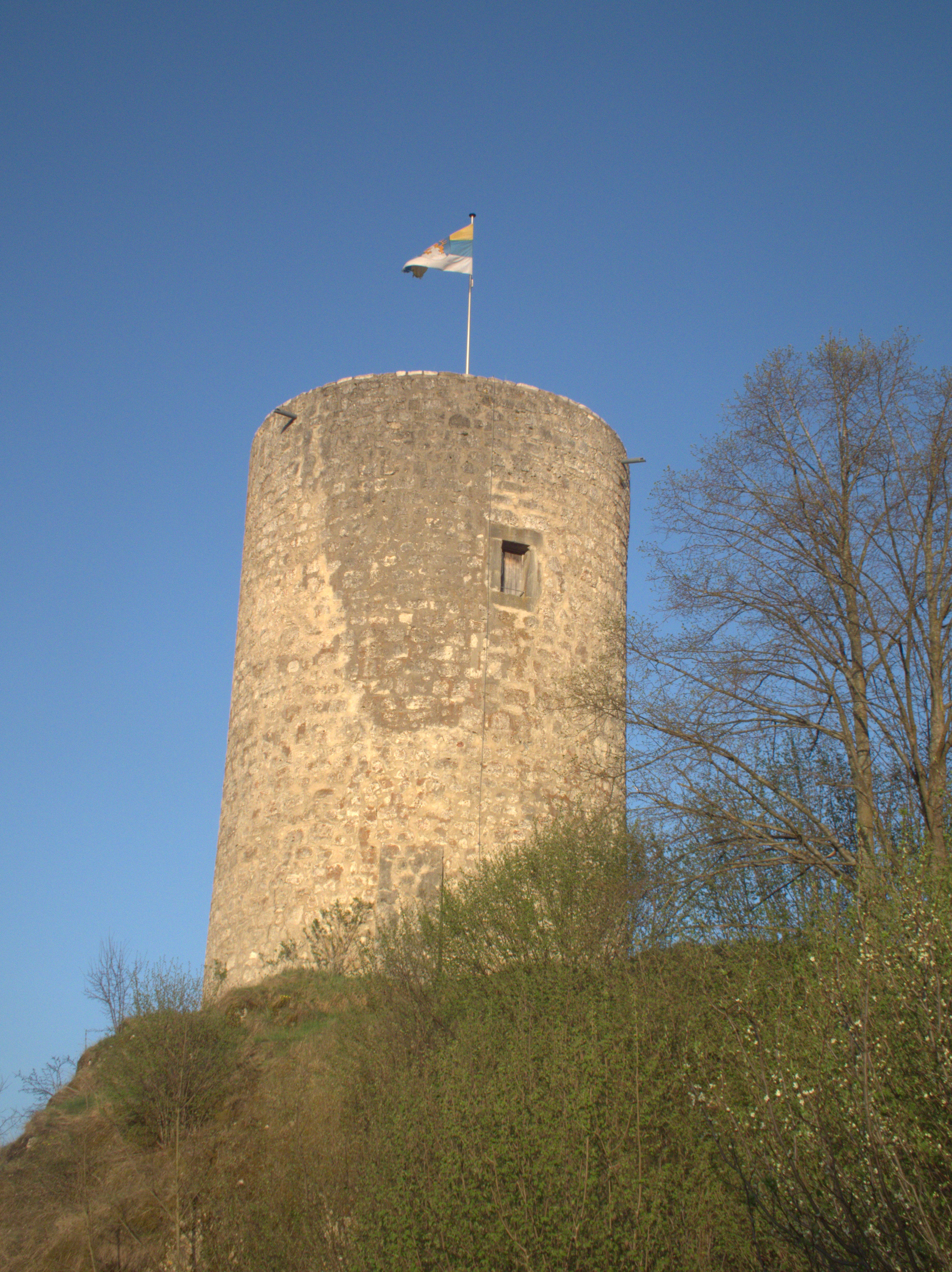
Burg Hohenfels

## Baudenkmäler nach Gemeindeteilen

### Hohenfels
| Lage                                                                         | Objekt                                                         | Beschreibung | Akten-Nr.              | Bild                                                           |
| ---------------------------------------------------------------------------- | -------------------------------------------------------------- | --- | ---------------------- | -------------------------------------------------------------- |
| Am Schloßberg 2 (Standort)                                                   | Wohnhaus                                                       | Zweigeschossiger und traufständiger Satteldachbau mit hohem Erdgeschoss, 18./19. Jahrhundert. | D-3-73-134-3 Wikidata  | Wohnhaus                                                       |
| Am Schloßberg 10; 16; 17; 19; Nähe Am Schloßberg (Standort)                  | Burgruine                                                      | Im 12. Jahrhundert erbaut als Stammburg der Herren von Hohenfels, 1345 an Pfalzgraf Ruprecht, 1628 bayerisch, 1631 an Graf Tilly, Zerstörungen 1250 und 1427, im 19. Jahrhundert weitgehend abgetragen. Teile der Ringmauer, Quadermauerwerk und Bruchstein, Kalkstein; Turmstumpf als Rest eines Torzwingers; Bergfried, Rundturm mit Quadermauerwerk und Hocheinstieg; ehemaliger Zehntstadel, traufständiger Krüppelwalmdachbau mit Aufzugsgaube und stichbogigem Einfahrtstor, 17./18. Jahrhundert. | D-3-73-134-2 Wikidata  | weitere Bilder                                                 |
| Asamstraße (Standort)                                                        | Wegkapelle, sogenannte Hummelkapelle                           | Walmdachbau mit toskanischer Portalädikula und Pilastergliederung, Anfang 18. Jahrhundert; mit Ausstattung. | D-3-73-134-6 Wikidata  | weitere Bilder                                                 |
| Auf der Breiten 10 a (Standort)                                              | Bildstock                                                      | Pfeiler mit verbreitertem Kopfstück nach zwei Seiten rundbogig geöffnet, mit Pyramidendach, 18. Jahrhundert. | D-3-73-134-4 Wikidata  | weitere Bilder                                                 |
| Nähe Dr.-Ernst-Weidinger-Straße; Dr.-Ernst-Weidinger-Straße 8; 11 (Standort) | Friedhof                                                       | In der Mitte des 19. Jahrhunderts neugotisch umgestaltet, Anlage älter. Friedhofsmauer, Mischmauerwerk, auf der Nord- und Südseite mit Grabnischen und kleinen Treppengiebeln, schmiedeeisernes Friedhofstor; Priestergruft, giebelständiger Satteldachbau mit Treppengiebel und offenem Gehäuse; Aussegnungshalle, Saalbau mit Satteldach, neubarock; daran Kreuzigungsrelief, um 1400. | D-3-73-134-5 Wikidata  | weitere Bilder                                                 |
| Lobenstein (Standort)                                                        | Stadel                                                         | Traufständiger Satteldachbau mit Fachwerkobergeschoss, wohl 18. Jahrhundert. | D-3-73-134-44          | BW                                                             |
| Marktplatz 4 (Standort)                                                      | Katholisches Pfarrhaus                                         | Zweigeschossiger Walmdachbau mit korbbogigem Portal und gemalten Fensterrahmungen 1721–24; Pfarrhofmauer mit stichbogiger Durchfahrt, um 1721–24. | D-3-73-134-7 Wikidata  | Katholisches Pfarrhaus                                         |
| Marktplatz 6 (Standort)                                                      | Katholische Pfarrkirche St. Ulrich                             | Saalbau mit eingezogenem Chor und mittlerem Fassadenturm mit Putzgliederungen und Spitzhelm, 1721–26 wohl von Antonio Rigalia unter Einbeziehung des mittelalterlichen Turms, Turm 1743 erneuert, Neuweihe 1787 mit Ausstattung. | D-3-73-134-8 Wikidata  | weitere Bilder                                                 |
| Marktplatz 7 (Standort)                                                      | Ehemalige Gaststätte Plank                                     | Zweigeschossiger und traufständiger Satteldachbau, 18. Jahrhundert. | D-3-73-134-9 Wikidata  | Ehemalige Gaststätte Plank                                     |
| Parsberger Straße 2 (Standort)                                               | Wegkapelle Gegeißelter Heiland, sogenannte Schießstätt-Kapelle | Satteldachbau in Ecklage mit Glockendachreiter und runder Apsis, 18. Jahrhundert; mit Ausstattung. | D-3-73-134-10 Wikidata | Wegkapelle Gegeißelter Heiland, sogenannte Schießstätt-Kapelle |
| Sterzenbach 33 (Standort)                                                    | Ehemaliges Gasthaus und Bäckerei                               | Zweigeschossiges und giebelständiges Wohnstallhaus mit Steildach, Gaststube und Felsenkeller, 1567/68 (dendrochronologisch datiert), Umbauten 18. Jahrhundert. | D-3-73-134-39 Wikidata | Ehemaliges Gasthaus und Bäckerei                               |
| Turmgasse 2, 2 a (Standort)                                                  | Ehemalige Tafernwirtschaft                                     | Zweigeschossiger und giebelständiger Halbwalmdachbau mit Stuckgliederungen, bezeichnet mit „1796“, im Kern wohl vor 1700; Nebengebäude, giebelständiger Stallstadel aus Bruchsteinmauerwerk, um 1800. | D-3-73-134-14 Wikidata | Ehemalige Tafernwirtschaft                                     |
| Turmgasse 5 (Standort)                                                       | Ehemaliges Rathaus und Kommunbrauerei                          | Zweigeschossiger und giebelständiger Satteldachbau mit Dachreiter, Mitte 16. Jahrhundert und Mitte 18. Jahrhundert (dendrochronologisch datiert), Gewölbeeinbau im ehemaligen Rathaus 1828, Teilerneuerung des Brauhauses 1859/60 (dendrochronologisch datiert). | D-3-73-134-15 Wikidata | Ehemaliges Rathaus und Kommunbrauerei                          |
| Turmgasse 11, 13 (Standort)                                                  | Ehemaliges Wohnstallhaus                                       | Zweigeschossiger und giebelständiger Satteldachbau mit Aufzugsgaube und vorschießender Traufe, 17./18. Jahrhundert. | D-3-73-134-16 Wikidata | Ehemaliges Wohnstallhaus                                       |
| Schloß Hohenburg (Standort)                                                  | Burgruine Hohenburg                                            | Ursprünglich ausgedehnte Anlage, in Resten erhaltener Bergfried von 1230/50, Hauptbau aus dem späten 16. Jahrhundert, Ringmauer und Graben, wohl 15./16. Jahrhundert. | D-3-73-134-38 Wikidata | weitere Bilder                                                 |

### Ammelhof
| Lage                  | Objekt                    | Beschreibung | Akten-Nr.              | Bild           |
| --------------------- | ------------------------- | --- | ---------------------- | -------------- |
| Ammelhof 1 (Standort) | Wohnhaus eines Einödhofes | Eingeschossiger und traufständiger Satteldachbau mit Treppengiebel, südlich zweigeschossiger und giebelständiger Anbau mit Halbwalmdach, Zwerchhaus und eingeschossigem südlichem Annex, Mitte 19. Jahrhundert; Hofkapelle, kleiner Saalbau mit eingezogener Polygonalapsis und Glockendachreiter, neugotisch, Mitte 19. Jahrhundert. | D-3-73-134-19 Wikidata | weitere Bilder |

### Effenricht
| Lage                     | Objekt                                | Beschreibung                                                                          | Akten-Nr.              | Bild           |
| ------------------------ | ------------------------------------- | ------------------------------------------------------------------------------------- | ---------------------- | -------------- |
| Effenricht 11 (Standort) | Katholische Nebenkirche St. Dionysius | Saalkirche mit Polygonalschluss und verblechtem Dachreiter, um 1720; mit Ausstattung. | D-3-73-134-20 Wikidata | weitere Bilder |

### Friesmühle
| Lage                     | Objekt                      | Beschreibung                                        | Akten-Nr.              | Bild                        |
| ------------------------ | --------------------------- | --------------------------------------------------- | ---------------------- | --------------------------- |
| In Friesmühle (Standort) | Kapelle Gegeißelter Heiland | Giebelständiger Satteldachbau, 17./18. Jahrhundert. | D-3-73-134-21 Wikidata | Kapelle Gegeißelter Heiland |

### Granswang
| Lage                   | Objekt                                         | Beschreibung | Akten-Nr.              | Bild           |
| ---------------------- | ---------------------------------------------- | --- | ---------------------- | -------------- |
| Granswang 7 (Standort) | Katholische Nebenkirche Heilige Dreifaltigkeit | Saalbau mit eingezogenem Polygonalchor und verschindeltem Dachreiter, erbaut vor 1482, Veränderungen im 17. Jahrhundert, Dachreiter Anfang 20. Jahrhundert; mit Ausstattung. | D-3-73-134-22 Wikidata | weitere Bilder |

### Harrhof
| Lage                 | Objekt                   | Beschreibung | Akten-Nr.              | Bild           |
| -------------------- | ------------------------ | --- | ---------------------- | -------------- |
| Harrhof 1 (Standort) | Ehemaliges Wohnstallhaus | Zweigeschossiger und traufständiger Halbwalmdachbau, rückseitig Bierkelleranbau, Mitte 19. Jahrhundert; Hofkapelle St. Maria, giebelständiger Satteldachbau mit Giebelmauer und Pilastergliederung, Anfang 18. Jahrhundert. | D-3-73-134-24 Wikidata | weitere Bilder |

### Hausraitenbuch
| Lage                         | Objekt                       | Beschreibung                                                            | Akten-Nr.              | Bild                 |
| ---------------------------- | ---------------------------- | ----------------------------------------------------------------------- | ---------------------- | -------------------- |
| Hausraitenbuch 3 (Standort)  | Gebäudeecke eines Bergfrieds | Großquadermauerwerk, mittelalterlich, wohl 12. Jahrhundert.             | D-3-73-134-42          | BW                   |
| In Hausraitenbuch (Standort) | Hofkapelle St. Maria         | Kleiner Saalbau mit eingezogener halbrunder Apsis und Dachreiter, 1894. | D-3-73-134-25 Wikidata | Hofkapelle St. Maria |

### Hitzendorf
| Lage                     | Objekt                                                     | Beschreibung                                                                                                  | Akten-Nr.              | Bild           |
| ------------------------ | ---------------------------------------------------------- | --- | ---------------------- | -------------- |
| In Hitzendorf (Standort) | Katholische Nebenkirche Maria von der immerwährenden Hilfe | Satteldachbau mit halbrunder Apsis und Glockendachreiter, Neurenaissance, 1855 (bezeichnet); mit Ausstattung. | D-3-73-134-26 Wikidata | weitere Bilder |

### Holzheim
| Lage                  | Objekt                            | Beschreibung                                                                             | Akten-Nr.              | Bild           |
| --------------------- | --------------------------------- | ---------------------------------------------------------------------------------------- | ---------------------- | -------------- |
| Holzheim 1 (Standort) | Hofkapelle Heilige Dreifaltigkeit | Traufständiger Satteldachbau mit halbrunder Apsis und Dachreiter, 1835; mit Ausstattung. | D-3-73-134-27 Wikidata | weitere Bilder |

### Klausen
| Lage                                                                     | Objekt                                  | Beschreibung | Akten-Nr.              | Bild           |
| ------------------------------------------------------------------------ | --------------------------------------- | --- | ---------------------- | -------------- |
| Klausenberg; Nähe Parsberger Straße; Parsberger Straße 16; 10 (Standort) | Kalvarienbergkapelle Grablegung Christi | Sechseckiger Zentralbau mit Zeltdach und gestelzter Apsis, neuromanisch, um 1870; mit Ausstattung; Kreuzweg mit Stufenanlage, vierzehn Stationen, Pfeiler mit rundbogigem Gehäuse, Satteldach und Blechtafeln, neugotisch; Kreuzigungsgruppe, Holzkreuz mit Kruzifixus im Viernageltypus, Gusseisen; zwei Bildhäuschen mit den Figuren der heiligen Maria und Johannes Evangelist, neugotisch, zweite Hälfte 19. Jahrhundert. | D-3-73-134-12 Wikidata | weitere Bilder |

### Kleinmittersdorf
| Lage                                     | Objekt                | Beschreibung | Akten-Nr.              | Bild           |
| ---------------------------------------- | --------------------- | --- | ---------------------- | -------------- |
| In Kleinmittersdorf; Triftweg (Standort) | Ortskapelle St. Maria | Saalbau mit eingezogener halbrunder Apsis, Glockendachreiter und Putzgliederung, neugotisch, um 1850; mit Ausstattung. | D-3-73-134-28 Wikidata | weitere Bilder |

### Lauf
| Lage                 | Objekt                                      | Beschreibung | Akten-Nr.              | Bild           |
| -------------------- | ------------------------------------------- | --- | ---------------------- | -------------- |
| Lauf 1, 2 (Standort) | Ehemaliges Schloss                          | Zweigeschossiger Satteldachbau, 17./18. Jahrhundert; Wirtschaftsgebäude, zweigeschossiger Satteldachbau mit Putzgliederungen, 18./19. Jahrhundert. | D-3-73-134-30 Wikidata | weitere Bilder |
| In Lauf (Standort)   | Katholische Nebenkirche Maria vom guten Rat | Traufständiger Saalbau mit eingezogenem Polygonalchor und verschindeltem Glockendachreiter, Rokoko, 1765; mit Ausstattung.                         | D-3-73-134-29 Wikidata | weitere Bilder |

### Pillmannsricht
| Lage                | Objekt     | Beschreibung                                                                                              | Akten-Nr.              | Bild       |
| ------------------- | ---------- | --- | ---------------------- | ---------- |
| Haarberg (Standort) | Wegkapelle | Giebelständiger Satteldachbau mit Giebelmauer und Pilastergliederung, spätbarock, Anfang 18. Jahrhundert. | D-3-73-134-31 Wikidata | Wegkapelle |

### Raitenbuch
| Lage                       | Objekt                                                      | Beschreibung | Akten-Nr.              | Bild                              |
| -------------------------- | ----------------------------------------------------------- | --- | ---------------------- | --------------------------------- |
| In Raitenbuch (Standort)   | Bildstock, sogenannte Martersäule                           | Pfeiler mit gefasten Kanten, auf erneuertem Sockel, mit Inschrift und Wappentafel, Kopfstück mit Kreuzigungsgruppe, Kalkstein, spätgotisch, bezeichnet mit „1420“. | D-3-73-134-34 Wikidata | Bildstock, sogenannte Martersäule |
| Schloßstraße 9 (Standort)  | Katholische Nebenkirche St. Ägidius                         | Saalbau mit halbrunder Apsis und Glockengiebeldachreiter, um 1620, im Kern gotisch; mit Ausstattung.                                                               | D-3-73-134-32 Wikidata | weitere Bilder                    |
| Schloßstraße 11 (Standort) | Mauerreste des ehemaligen Hofmarkschlosses der Raitenbucher | Mittelalterlich, abgebrochen 1606; mit Bauinschrift von 1616, aus dem alten Schloss transferiert.                                                                  | D-3-73-134-43 Wikidata | weitere Bilder                    |

### Winklmühle
| Lage                    | Objekt                                                            | Beschreibung                                                                           | Akten-Nr.              | Bild           |
| ----------------------- | ----------------------------------------------------------------- | -------------------------------------------------------------------------------------- | ---------------------- | -------------- |
| Winklmühle 1 (Standort) | Ehemaliges Wohnstallhaus, Nebengebäude der ehemaligen Winkelmühle | Zweigeschossiger und traufständiger Satteldachbau, 1733 (dendrochronologisch datiert). | D-3-73-134-40 Wikidata | weitere Bilder |

### Ziegelhütte
| Lage                     | Objekt                                | Beschreibung                                                                                           | Akten-Nr.              | Bild           |
| ------------------------ | ------------------------------------- | --- | ---------------------- | -------------- |
| Ziegelhütte 9 (Standort) | Katholische Nebenkirche St. Sebastian | Saalbau mit eingezogener polygonaler Apsis und Giebeldachreiter, spätbarock, 1687–90; mit Ausstattung. | D-3-73-134-18 Wikidata | weitere Bilder |

### Wüstung Bergheim
| Lage                | Objekt                                | Beschreibung | Akten-Nr.              | Bild |
| ------------------- | ------------------------------------- | --- | ---------------------- | ---- |
| Bergheim (Standort) | Ehemalige katholische Kirche St. Ägid | Mittelalterlicher Quaderbau, wohl 12. Jahrhundert, mit eingezogenem gotischen Chor, seit 1972 nur noch Außenmauern erhalten. | D-3-73-134-41 Wikidata | BW   |

### Wüstung Enslwang
| Lage                | Objekt                                    | Beschreibung                                                      | Akten-Nr.              | Bild |
| ------------------- | ----------------------------------------- | ----------------------------------------------------------------- | ---------------------- | ---- |
| Enslwang (Standort) | Ehemalige katholische Kirche St. Nikolaus | 17. Jahrhundert, über romanischem Kern, nur Grundmauern erhalten. | D-3-73-134-35 Wikidata | BW   |

### Wüstung Kirchenödenhart
| Lage                       | Objekt                                           | Beschreibung                                        | Akten-Nr.              | Bild |
| -------------------------- | ------------------------------------------------ | --------------------------------------------------- | ---------------------- | ---- |
| Kirchenödenhart (Standort) | Ehemalige katholische Kirche St. Maria Magdalena | Turm romanisch, Schiff 1591, Reste der Grundmauern. | D-3-73-134-36 Wikidata | BW   |

### Wüstung Kreuzberg
| Lage                                                                             | Objekt                                                     | Beschreibung                                                                     | Akten-Nr.              | Bild                                                       |
| -------------------------------------------------------------------------------- | ---------------------------------------------------------- | -------------------------------------------------------------------------------- | ---------------------- | ---------------------------------------------------------- |
| Kreuzberg (Standort)                                                             | Katholische Kirche Heilige Dreifaltigkeit, Kreuzbergkirche | 1697, mit Ausstattung; südwestlich Sakristeianbau, zweite Hälfte 18. Jahrhundert | D-3-73-134-1 Wikidata  | Katholische Kirche Heilige Dreifaltigkeit, Kreuzbergkirche |
| Kreuzberg (Standort)                                                             | Kreuzweg mit gemauerten Station                            | 18. Jahrhundert                                                                  | D-3-71-148-25 Wikidata | BW                                                         |
| Kreuzberg (unmittelbar hinter (innerhalb) der Grenze zum Übungsplatz) (Standort) | Kapelle                                                    | Verputzter Massivbau mit Satteldach, wohl 18. Jahrhundert; mit Ausstattung       | D-3-71-148-25          | weitere Bilder                                             |

### Wüstung Sichendorf
| Lage                  | Objekt                                         | Beschreibung                 | Akten-Nr.              | Bild |
| --------------------- | ---------------------------------------------- | ---------------------------- | ---------------------- | ---- |
| Sichendorf (Standort) | Ehemalige katholische Kirche Unser Lieben Frau | 1816, Reste der Außenmauern. | D-3-73-134-37 Wikidata | BW   |

## Abgegangene Baudenkmäler
In diesem Abschnitt sind Objekte aufgeführt, die früher einmal in der Denkmalliste eingetragen waren, jetzt aber nicht mehr existieren, z. B. weil sie abgebrochen wurden. Aktennummern in diesem Abschnitt sind ehemalige, jetzt nicht mehr gültige Aktennummern.

| Lage                                  | Objekt     | Beschreibung                       | Akten-Nr.     | Bild       |
| ------------------------------------- | ---------- | ---------------------------------- | ------------- | ---------- |
| Raitenbuch Schloßstraße 12 (Standort) | Bauernhaus | Wohnstallbau, 18./19. Jahrhundert. | D-3-73-134-33 | Bauernhaus |